# Aravinn Thevarr Gunasegaran
Aravinn Thevarr Gunasegaran (* 4. Oktober 1993 in Ipoh) ist ein malaysischer Leichtathlet, der sich auf den Sprint spezialisiert hat.

## Sportliche Laufbahn
Erste internationale Erfahrungen sammelte Aravinn Thevarr Gunasegaran im Jahr 2015, als er bei den Südostasienspielen in Singapur im 200-Meter-Lauf in 21,33 s den fünften Platz belegte. Zwei Jahre später gelangte er bei den Asienmeisterschaften in Bhubaneswar über 200 Meter bis in das Halbfinale und schied dort mit 21,41 s aus und in der 4-mal-100-Meter-Staffel kam er im Vorlauf zum Einsatz und verhalf der Mannschaft zum Finaleinzug. Anschließend gewann er bei den Südostasienspielen in Kuala Lumpur in 21,26 s die Bronzemedaille im Einzelbewerb hinter dem Philippiner Trenten Beram und Jirapong Meenapra aus Thailand.

## Persönliche Bestleistungen
- 200 Meter: 21,14 s (−0,9 m/s), 2. Oktober 2016 in Kuala Lumpur